# گئورگی ژوکوف
گئورگی کنستانتینوویچ ژوکوف (به روسی: Георгий Константинович Жуков) (۱ دسامبر ۱۸۹۶ – ۱۸ ژوئن ۱۹۷۴) نظامی بلندپایه و سیاست‌مدار اهل اتحاد جماهیر شوروی بود. آکادمی پدافند هوایی و فضایی ژوکوف به‌نام وی نامگذاری شده است.

## سال‌های نخست
در روستای استرلکوفکا در شهرستان کالوگا به‌دنیا آمد. پدرش کشاورز و پینه‌دوزی بود که مدتی در مسکو کارگری کرده‌بود. پس از رسیدن به نوجوانی برای کار در کارگاه یکی از خویشاوندان دور و متمول به مسکو رفت. با آغاز جنگ جهانی اول به خدمت نظامی فراخوانده شد.

## ارتش سرخ
در انقلاب اکتبر به بلشویک‌ها پیوست و پس از نجات از بیماری تیفوس از سال ۱۹۱۸ تا ۱۹۲۱ در جنگ داخلی شرکت نمود. به دلیل سرکوب شورش تامبوف در سال ۱۹۲۱ روبان سرخ دریافت نمود. سال ۱۹۲۳ فرمانده یک هنگ و سال ۱۹۳۰ فرمانده یک تیپ گردید. او فردی باهوش و معتقد به نظم و انضباط و بسیار سخت گیر و مقرراتی بود. او معتقد به استفاده از سخت‌افزار زرهی در جنگ بود. بین سال‌های ۱۹۳۷ تا ۱۹۳۹ از پاکسازی بزرگ توسط ژوزف استالین جان به در برد.

### دریاچه غازان و خالخین گل
سال ۱۹۳۸ ارتش مغولی شوروی را ایجاد کرد و در مرز مغولستان و ایالت منچوکوی چین که تحت تصرف ژاپن بود با کوانتونگ به شکلی غیررسمی به جنگ مشغول شد. ژاپن نیرویی ۸۰ هزار نفری و ۱۸۰ تانک و ۴۵۰ هواپیما به منطقه گسیل کرد. ژوکوف درخواست نیروی کمکی نمود و در ۱۵ اوت ۱۹۳۹ در حالی که جنگ در اروپا شعله کشیده بود در نبرد خالخین گل به نقاط ضعف ارتش ژاپن حمله کرد و در ظرف مدت کوتاهی موفق به شکست نیروهای ژاپنی شد. بدین دلیل نشان اتحاد شوروی را دریافت نمود.

### جنگ با آلمان
ژوئن سال ۱۹۴۱ تهاجم آلمان به شوروی، ژوکوف به عنوان رئیس ستاد کل ارتش سرخ با صدور فرمان شماره ۳ کمیسر دفاع خلق، دستور حمله متقابل به ارتش آلمان و نابودی دشمن را صادر نمود. او دستور پیشروی بسوی سوالکی و تصرف آن را صادر نمود هر چند این عملیات با ناکامی مواجه شد.
روز ۲۹ ژوئیه در پی اختلاف نظر بر سر دفاع یا رها کردن کیف، توسط استالین از ریاست ستاد کل ارتش سرخ عزل و به فرماندهی جبهه ذخیره منصوب شد. با این حال همچنان از نظرات ژوکوف در ارتباط با نبردهای اوکراین استفاده گردید. با حمله آلمان به مسکو، جایگزین تیموشنکو در فرماندهی جبهه غربی برای دفاع از مسکو شد. روز ۲ نوامبر در نامه‌ای به ژدانوف، کمیسار سیاسی جبهه لنینگراد، ابراز داشت هنگام قرار گرفتن در جایگاه جدید «تنها ردی از نیروها شامل یک قرارگاه و ۹۸ نفر از بودیونی و یک قرارگاه و دو هنگ ذخیره از کونف» دریافت کرده‌است. با این وجود، با انتقال نیروهای خاور دور ارتش سرخ به جبهه مسکو، موفق شد حمله ارتش آلمان به مسکو را دفع نماید و آن‌ها را شکست دهد.
او در سال ۱۹۴۲ به استالینگراد فرستاده شد و موفق شد ارتش ششم آلمان را در آنجا محاصره و سپس به تسلیم وادار نماید. در سال ۱۹۴۳ او موفق به ایجاد رخنه در خط محاصره لنینگراد شد که از این رخنه به این شهر کمک‌های غذائی ارسال می‌شد. ژوکف در سال ۱۹۴۳ در نبرد کورسک موفق شد آخرین حمله آلمان نازی در شرق را درهم بکوبد و توان تهاجمی آن کشور را نابود نماید.
ژوکوف در سال ۱۹۴۴ فرماندهی عملیات بزرگ باگریشن را برعهده گرفت که نتیجه آن آزادسازی بلاروس و شرق لهستان از اشغال آلمان نازی بود. در سال ۱۹۴۵ او ارتش سرخ شوروی را در فتح برلین پایتخت آلمان فرماندهی نمود و در جلسه امضاء پیمان تسلیم و پایان جنگ به نمایندگی از شوروی حضور داشت.

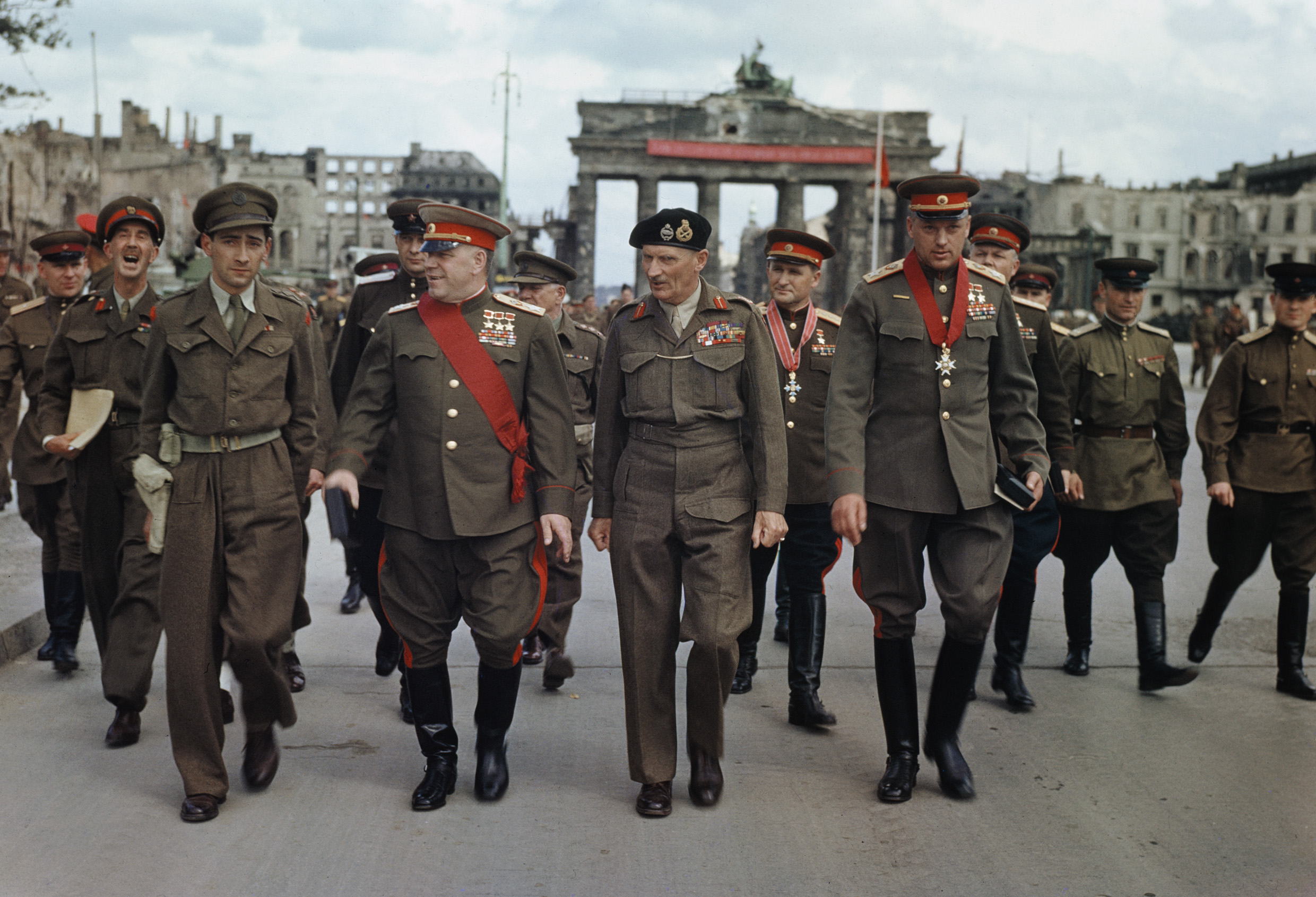
در حال عبور از دروازه براندنبورگ پس از فتح برلین به همراه برنارد مونتگومری، ۱۹۴۵

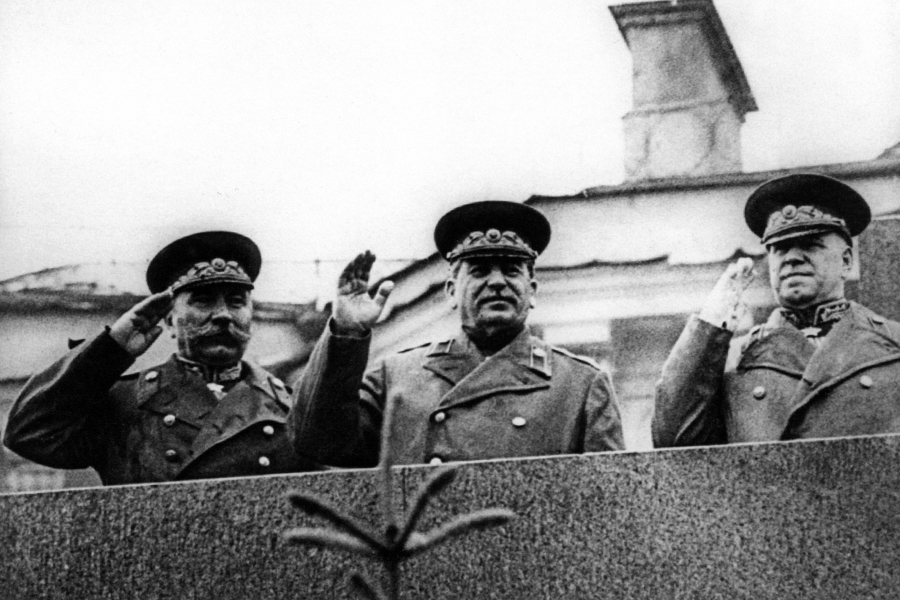
همراه با ژوزف استالین و سیمیون بودیونی هنگام رژه پیروزی ارتش سرخ، ۱۹۴۵

## پس از جنگ
پس از پایان جنگ او فرماندهی ارتش سرخ در اروپای اشغالی را بر عهده داشت ولی مغضوب استالین گردید و به فرماندهی یک بخش کوچک گمارده شد. با مرگ استالین او ریاست دادگاه بریا رئیس پلیس مخفی استالین را برعهده گرفت و بریا در این دادگاه به مرگ محکوم گردید. در دوره خروشچف او فرماندهی عملیات حمله به پراگ که در جریان آن شورش مردم مجارستان ضد رژیم کمونیستی توسط ارتش سرخ با بیرحمی سرکوب گردید و با نام بهار پراگ موسوم شد را برعهده داشت.

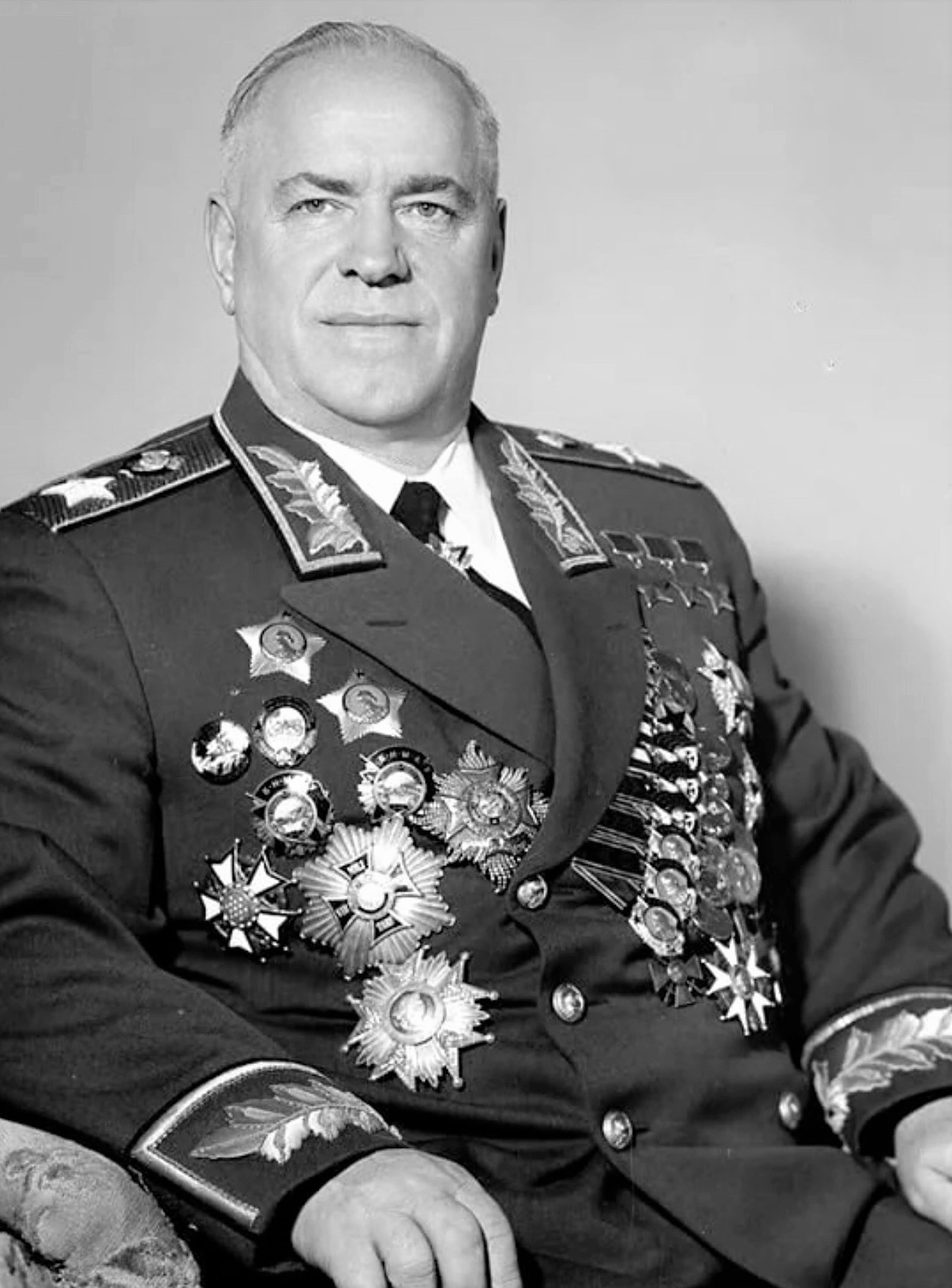
سال ۱۹۶۰

وی در دوره خروشچف ابتدا به کمیته مرکزی حزب کمونیست پیوست اما با ادعای خروشچف مبنی بر اینکه قصد داشته‌است ضد او کودتا نماید او را برکنار نمود. لئونید برژنف او را دوباره به قدرت برگرداند اما نقش کوچکی به وی داد.
ژوکوف در سال ۱۹۷۴ در مسکو درگذشت.